# Glageon
Glageon és un municipi francès, situat a la regió dels Alts de França, al departament del Nord. L'any 2006 tenia 1.764 habitants. Es troba a 110 km de Lilla, Brussel·les o Reims (Marne), a 55 km de Valenciennes, Mons o Charleroi i a 14 km d'Avesnes-sur-Helpe, al costat de Fourmies.

## Demografia
| 1962                                       | 1968  | 1975  | 1982  | 1990  | 1999  | 2006  |
| ------------------------------------------ | ----- | ----- | ----- | ----- | ----- | ----- |
| 2.348                                      | 2.391 | 2.100 | 1.958 | 1.946 | 1.877 | 1.764 |
| Des de 1962: població sense dobles comptes |       |       |       |       |       |       |

## Administració
| Període | Identitat          | Partit |
| ------- | ------------------ | ------ |
| 2001-   | Bernard Chauderlot |        |

## Galeria d'imatges

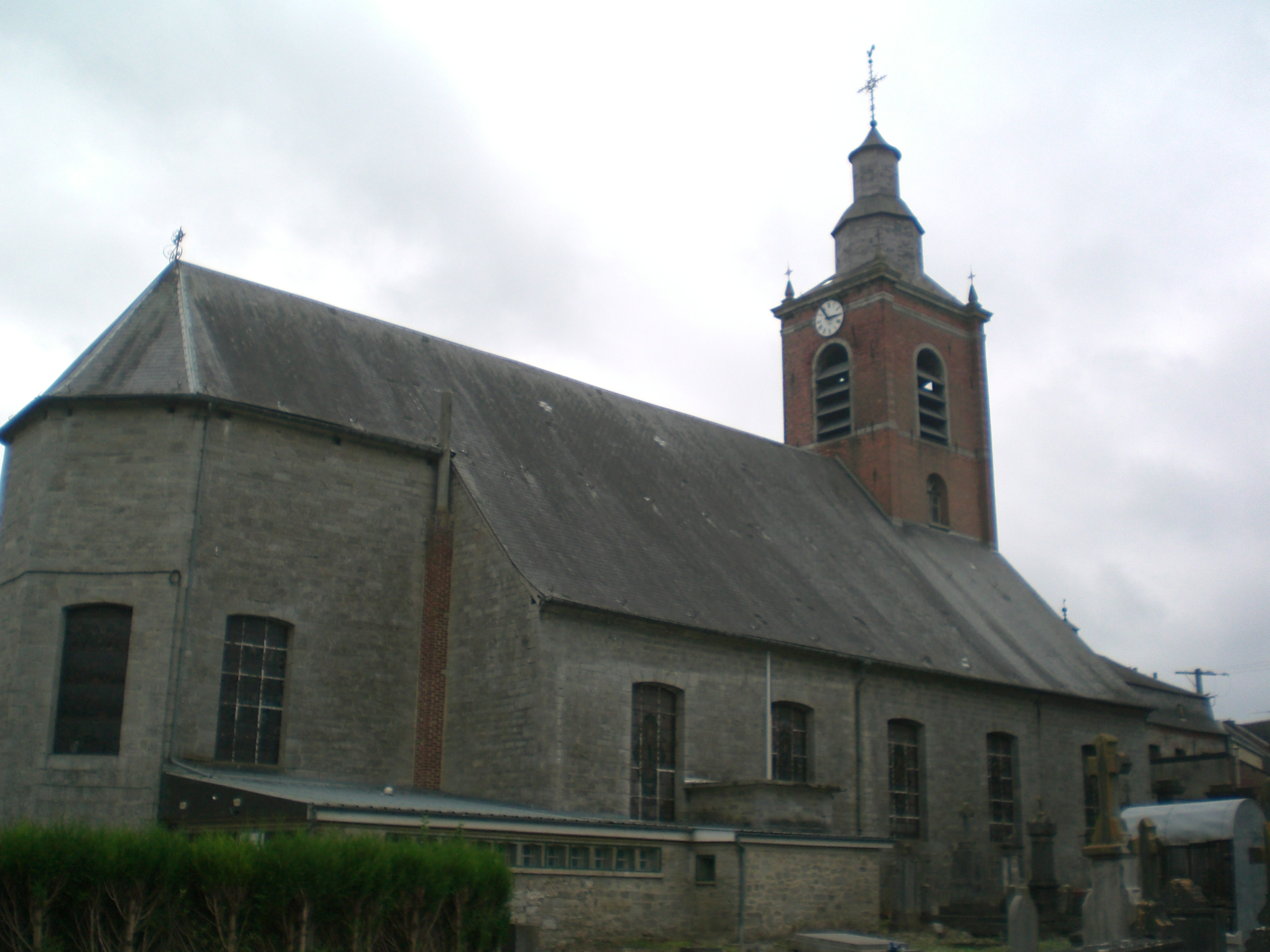
Església de Saint-Martin
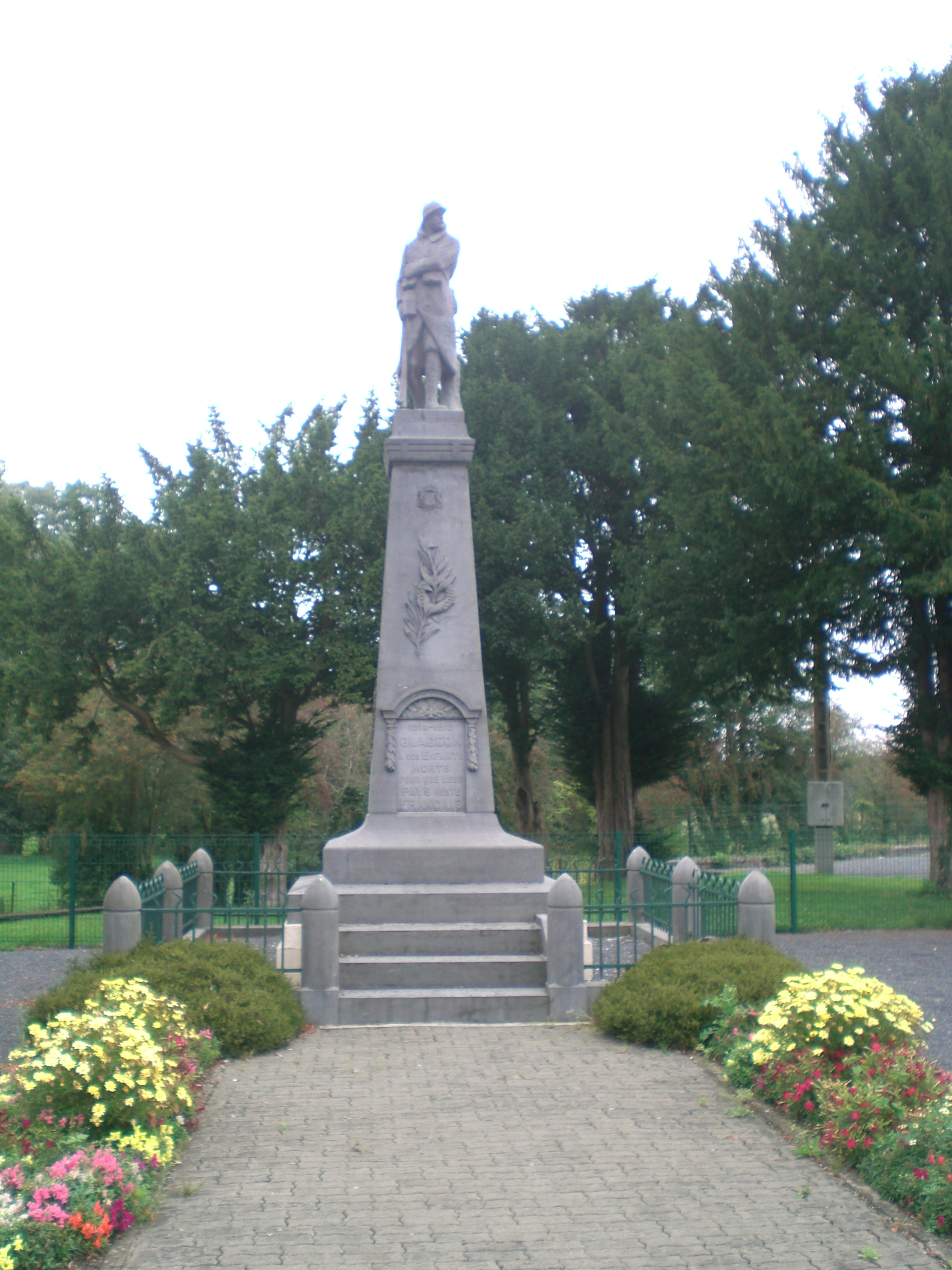
monument als morts
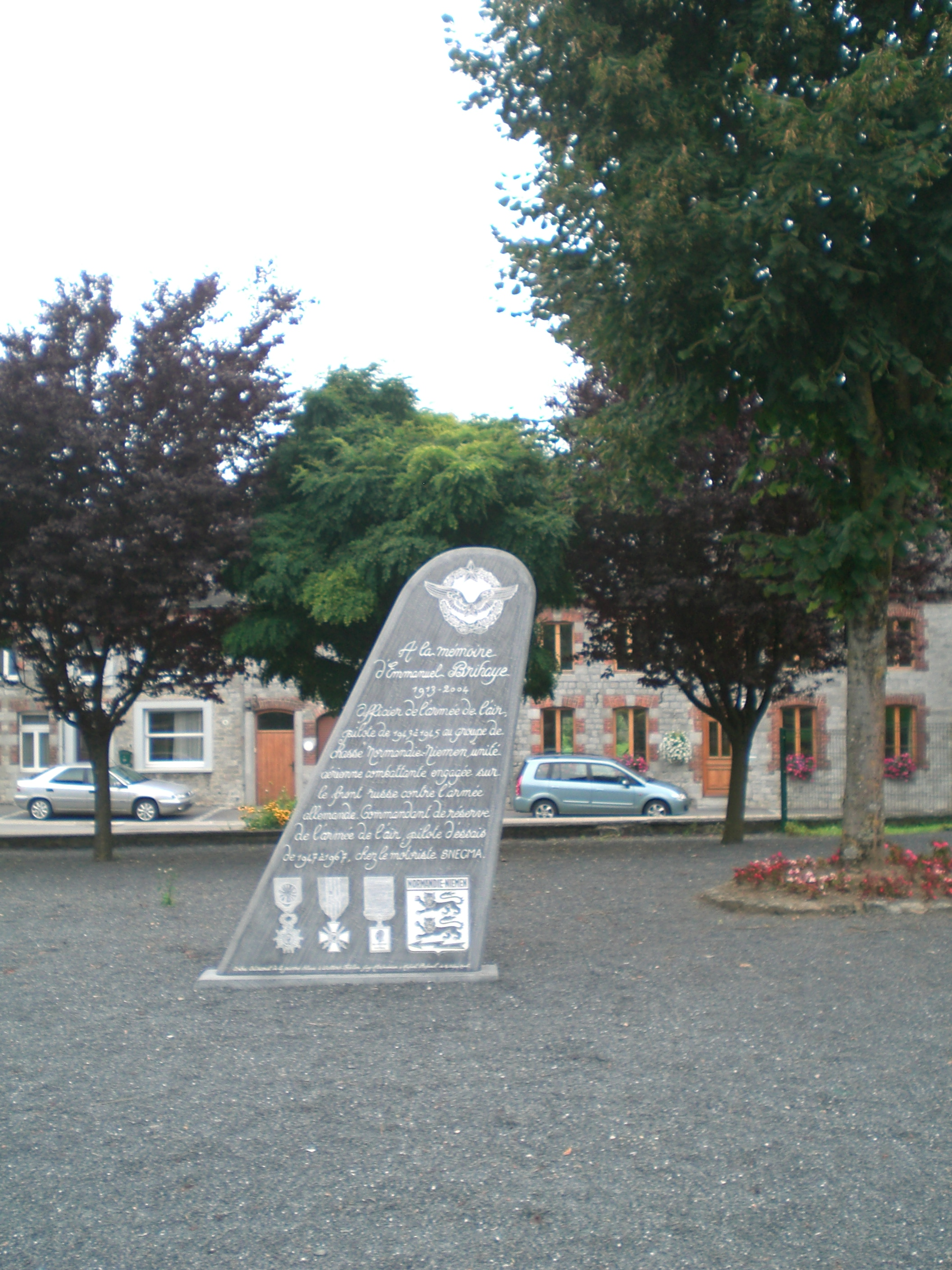
monument en honor d'Emmanuel Brihaye
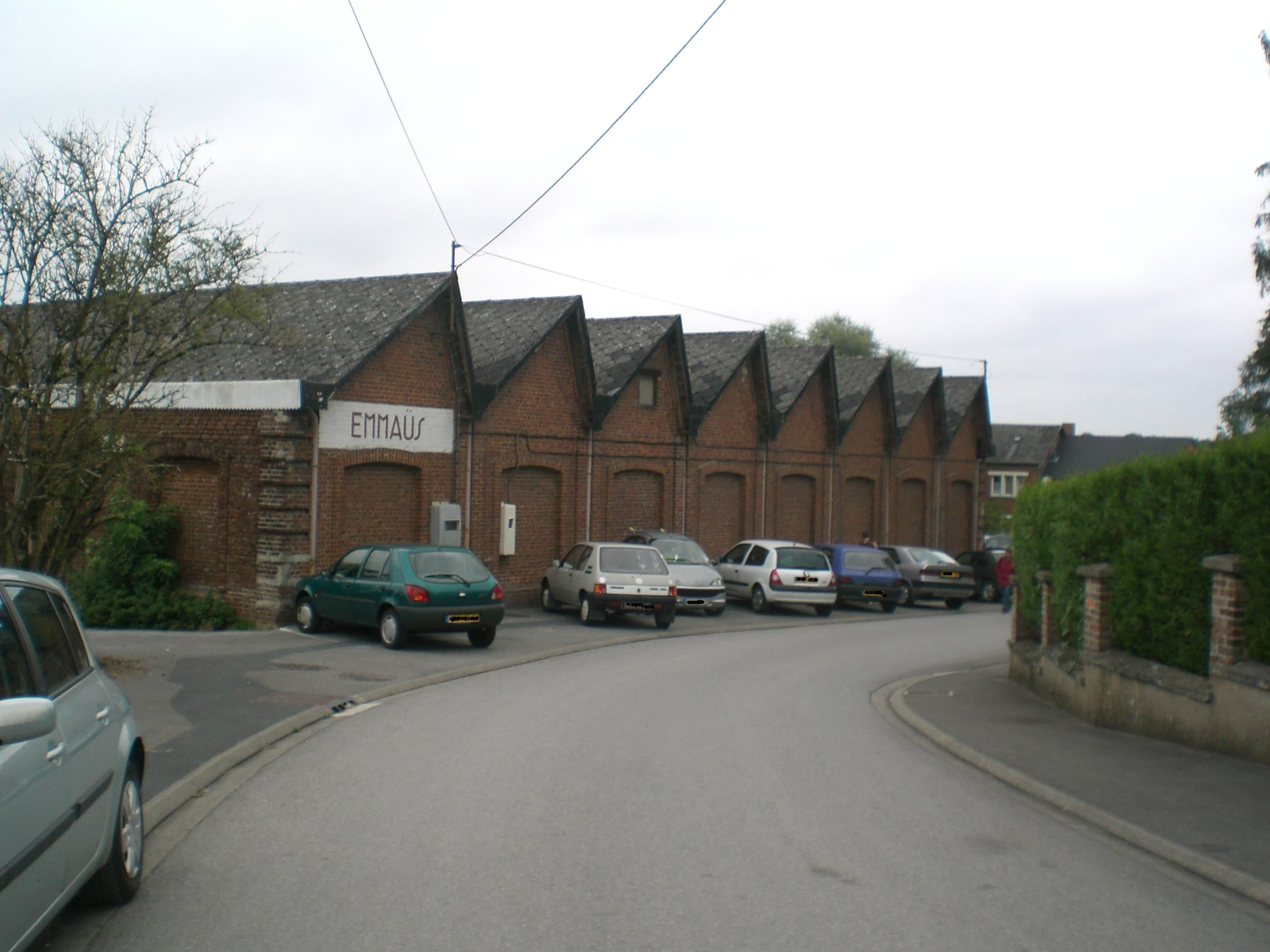
Emmaüs